# Myrmecodia angustifolia
Myrmecodia angustifolia är en måreväxtart som beskrevs av Theodoric Valeton. Myrmecodia angustifolia ingår i släktet Myrmecodia och familjen måreväxter. Inga underarter finns listade i Catalogue of Life.